# Sven Kjessler
Sven Lave Fritjof Kjessler, född 9 oktober 1901 i Helsingborg, död 29 mars 1960, var en svensk väg- och vattenbyggnadsingenjör. 
Kjessler, som var son till direktör Sven Bernhard Kjessler och Jenny Toepfer, avlade studentexamen i Lund 1921 och utexaminerades från Kungliga Tekniska högskolan 1927. Han var biträdande ingenjör hos vägkonsulenten i Kristianstads län 1927–1930, vid Väg- och vattenbyggnadsstyrelsen 1930–1934, därunder kontrollant för Stocksundsbron och viadukt i Sundbyberg. Han var delägare i ingenjörsfirman Kjessler & Mannerstråle från 1934 och efter ombildning till aktiebolag 1947 verkställande direktör för detta företag. Han var även lärare vid vägkurser och medarbetare i Svenska Vägföreningens läroböcker. Sven Kjessler är begravd på Lidingö kyrkogård.